# Doğucan Haspolat
Doğucan Haspolat (Rotterdam, 11 februari 2000) is een Nederlands-Turks voetballer die doorgaans als middenvelder speelt.

## Loopbaan
Haspolat doorliep vanaf zijn vijfde het jeugdprogramma van Excelsior. Toen Excelsior tijdens de voorbereiding op het seizoen 2016/17 kampte met een tekort aan spelers mocht Haspolat met de eerste selectie meetrainen. Hij liet zo'n goede indruk achter bij trainer Mitchell van der Gaag dat hij nagenoeg elke training met het eerste elftal meedeed.
Haspolat maakte op zaterdag 27 augustus 2016 zijn debuut voor de Rotterdamse ploeg, tijdens de vierde speelronde van seizoen 2016/17 tijdens een uitwedstrijd tegen Feyenoord. Hij was de eerste speler die geboren is in 2000 die uitkwam in de Eredivisie.
1 Bolat ·
2 Ortakaya ·
3 Haidara ·
4 Fixelles ·
5 Bos ·
7 Sayyadmanesh ·
9 Frigan ·
10 Devine ·
11 Gümüşkaya ·
13 Sakamoto ·
15 Sydorchuk ·
17 Smekens ·
18 Yow ·
19 Slimani ·
20 Gillekens ·
22 Reynolds ·
23 Seigers ·
25 Rommens ·
30 Van Langendonck ·
32 Jordanov ·
33 Neustädter ·
34 Haspolat ·
36 Youlley ·
39 Van den Keybus ·
40 Bayram ·
44 Vušković ·
46 Piedfort ·
47 Mebude ·
49 Placias ·
60 De Boeck ·
77 Alcócer ·
99 Jungdal ·
Coach: Simons